# Derrell Felts
Derrell Felts (* in Texas) ist ein US-amerikanischer Rockabilly-Musiker.

## Leben
Felts trat erstmals 1958 bei Stardays Custom-Label Dixie Records in Erscheinung, als er dort im Oktober mit den Confederates seine ersten Single Playmates / The Weepers veröffentlichte. Beide Songs waren mit Echo-Effekt und Slap-Bass typische Rockabilly-Titel. Bereits Mitte 1956 war Felts zusammen mit seiner Band auf Einladung von Don Carter nach Texas gereist, wo er einige Demo-Aufnahmen von Songs machte, die Jack Rhodes geschrieben hatte. Alle Aufnahmen blieben jedoch lange Zeit verschollen.
Im Mai 1959 erschien bei Okeh Records mit It’s a Great Big Day / Lookie, Lookie, Lookie eine weitere Single. Felts hatte die Songs Anfang des Jahres in Norman Pettys Studio in Clovis, New Mexico, aufgenommen, da Petty einen Ersatz für den im Februar 1959 gestorbenen Buddy Holly suchte. Felts wurde auf diesen Aufnahmen von Hollys ehemaliger Band, den Crickets begleitet. Während eine erste Version von It’s a Great Big Day von Felts und seiner Band bereits 1956 während der Demo-Session für Jack Rhodes eingespielt worden und somit Felts’ eigene Komposition war, coverte er Lookie, Lookie, Lookie. Letzterer war ein Song geschrieben von Produzent Carl Bunch, Musiker Ronnie Smith und Norman Petty, der erstmals Anfang 1959 in der Version von K.C. Grand and the Shades erschien. Nach Felts’ Version gelangte auch Ronnie Smiths’ Aufnahme im Sommer 1959 auf den Markt. Felts’ OKeh-Single verfehlte jedoch wieder die Charts.
Felts blieb der texanischen Musikszene treu und bekam später seine eigene Fernsehshow, die Derrell Felts Television Show, die in Texas, Oklahoma, New Mexico, Louisiana, Arkansas und Colorado übertragen wurde. 1974 hatte Felts mit der Single Calling Johnny Rodriguez einen kleinen Erfolg. Bereits in den ersten zehn Tagen nach Veröffentlichung der Platte verkaufte Felts alleine in Dallas über 4000 Exemplare. Auch im Radio wurde der Song gut angenommen.

## Diskografie
| Jahr                    | Titel | Plattenfirma  |
| ----------------------- | --- | ------------- |
| 1958                    | Playmates / The Weepers                                                                                         | Dixie 45-2008 |
| 1959                    | It’s A Great Big Day / Lookie, Lookie, Lookie                                                                   | Okeh 4-7118   |
| 1974                    | Calling Johnny Rodriguez / A Week Ago Today                                                                     | MSA MS 40179  |
| Unveröffentlichte Titel | |               |
| 1956                    | - It’s A Great Big Day (alt. Version) - Rock Saturday Night - Shake It Up And Move - Too Much Lovin’ (Goin’ On) |               |